# Flasklilja
Flasklilja (Beaucarnea recurvata) är en art i familjen stickmyrtenväxter. Den förekommer vildväxande i Mexiko. Arten odlas som krukväxt.
Flasklijor är långsamväxande men bildar med tiden ett litet träd, flera meter högt. Stammen är uppsvullen och förtjockad nertill, vilket ger ett flaskliknande utseende. Blad upp till en meter långa och svärdsformade. Blommar med stora blomställningar fyllda med små, vita, blommor.

## Synonymer
Följande synonymer till Beaucarnea recurvata listas i Catalogue of Life:
- Beaucarnea inermis (S.Watson) Rose
- Beaucarnea tuberculata Roezl
- Dasylirion inerme S.Watson
- Dasylirion recurvatum (Lem.) J.F.Macbr.
- Nolina recurvata (Lem.) Hemsl.
- Pincenectitia tuberculata Lem.

## Bildgalleri

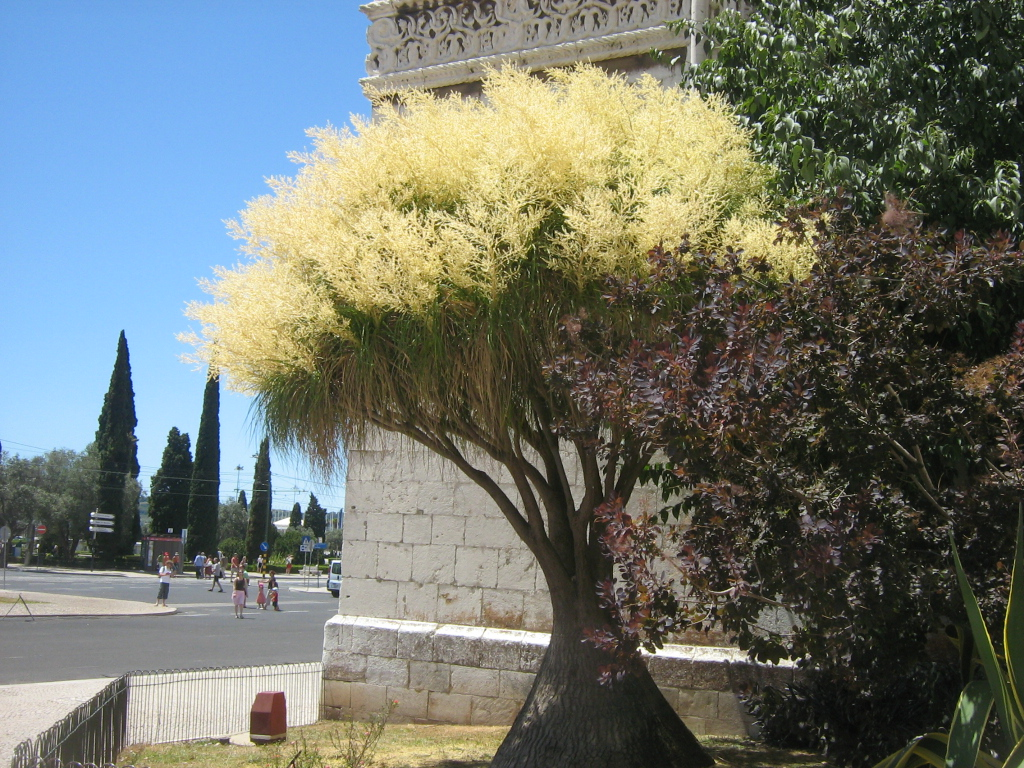
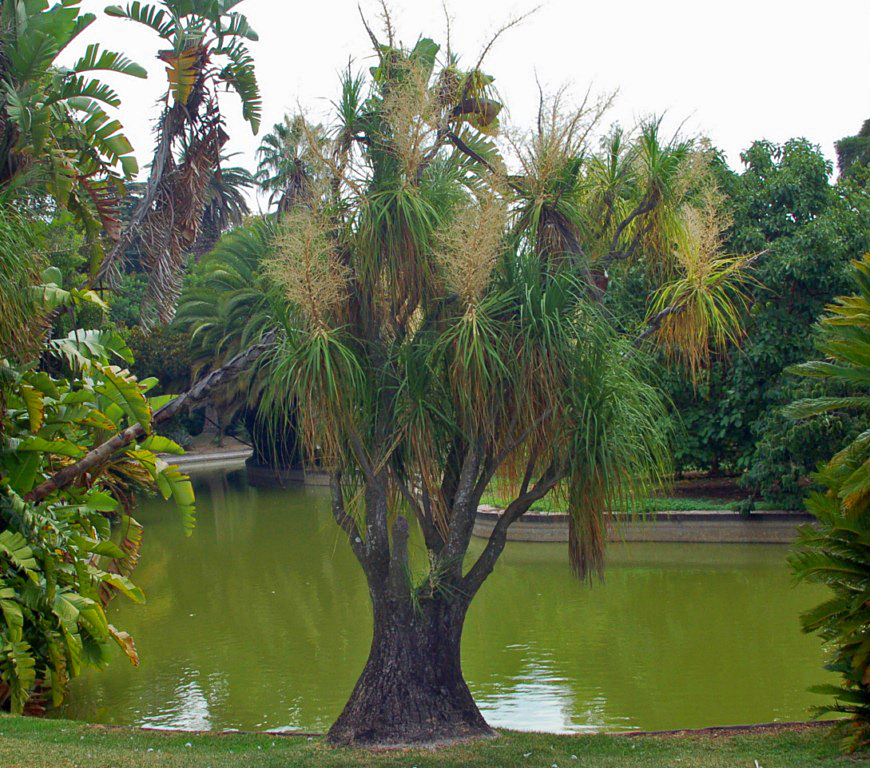
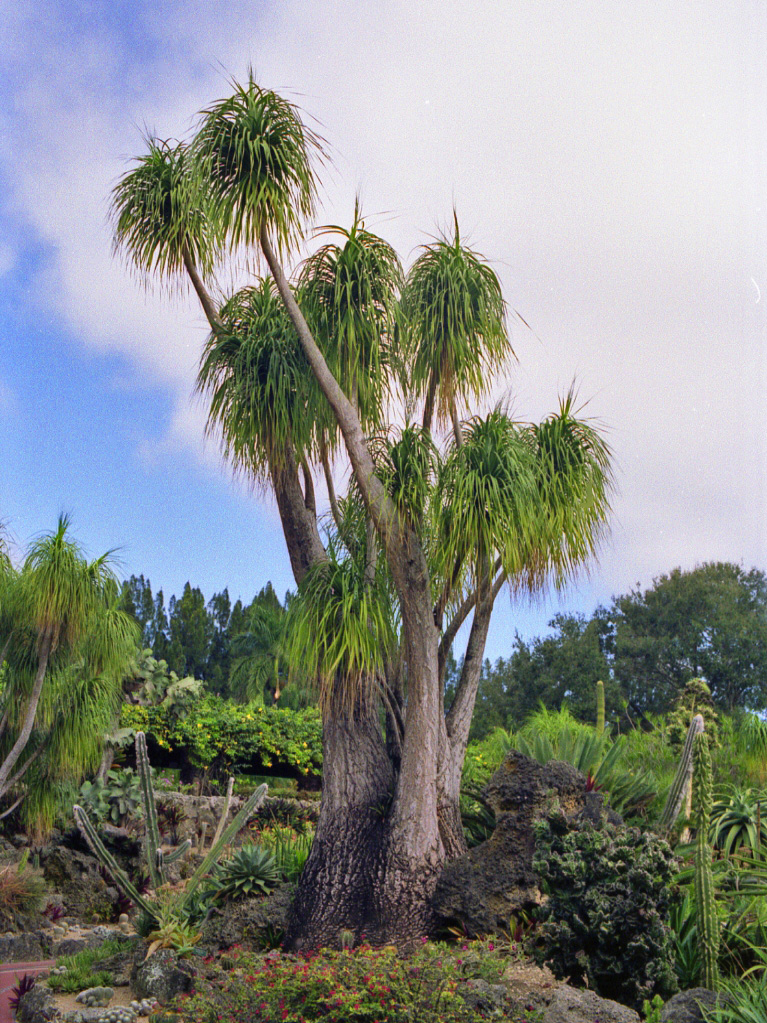
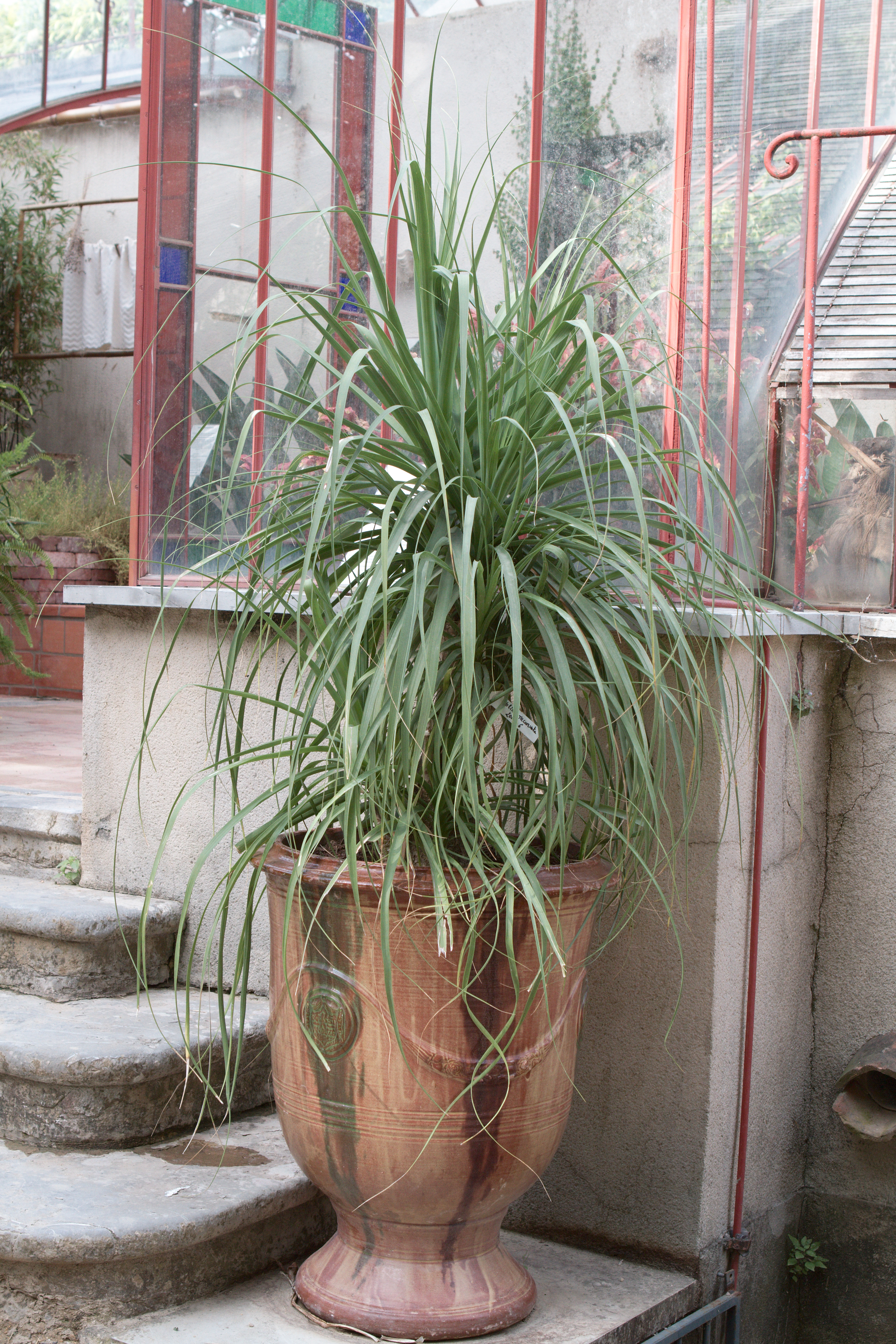
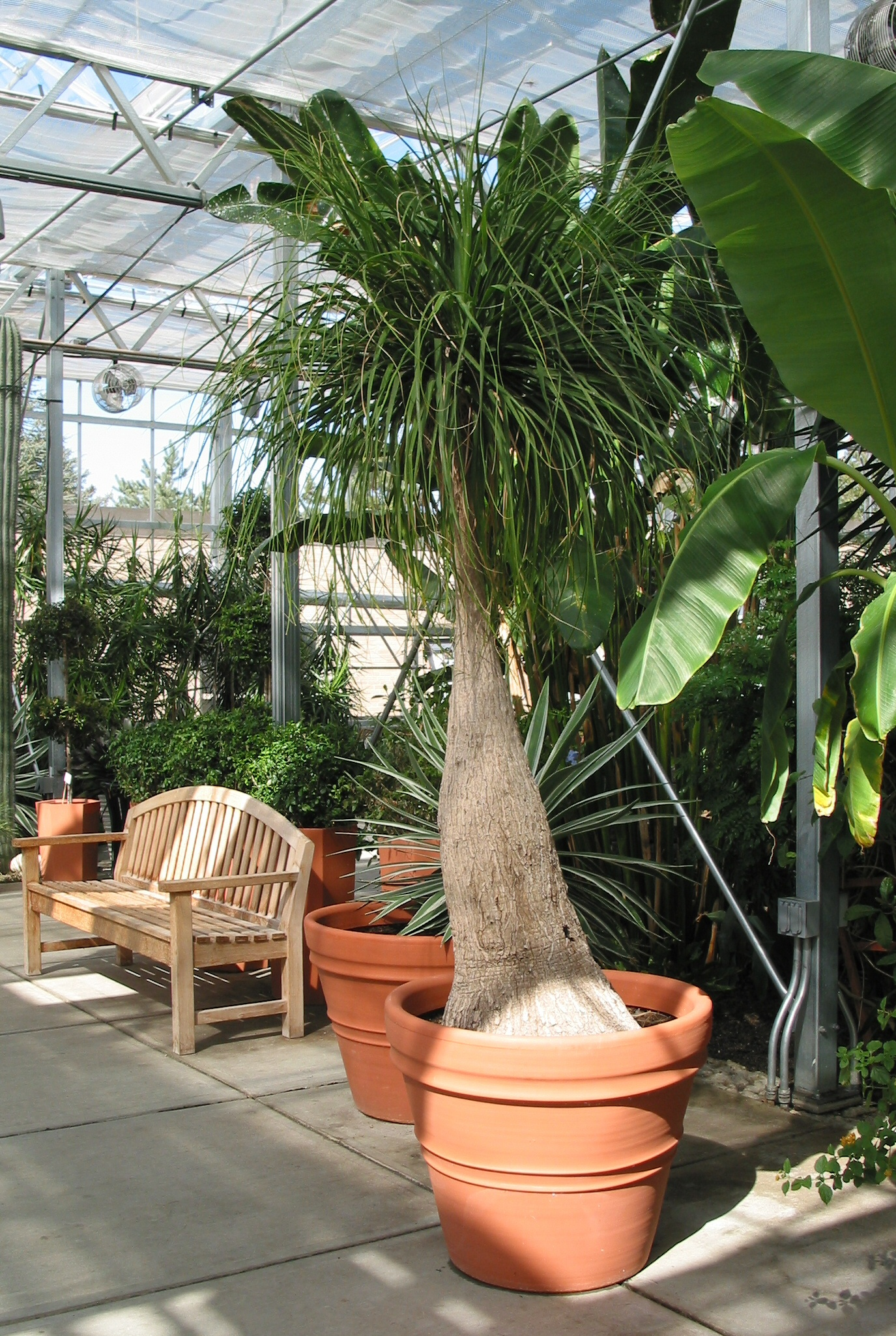
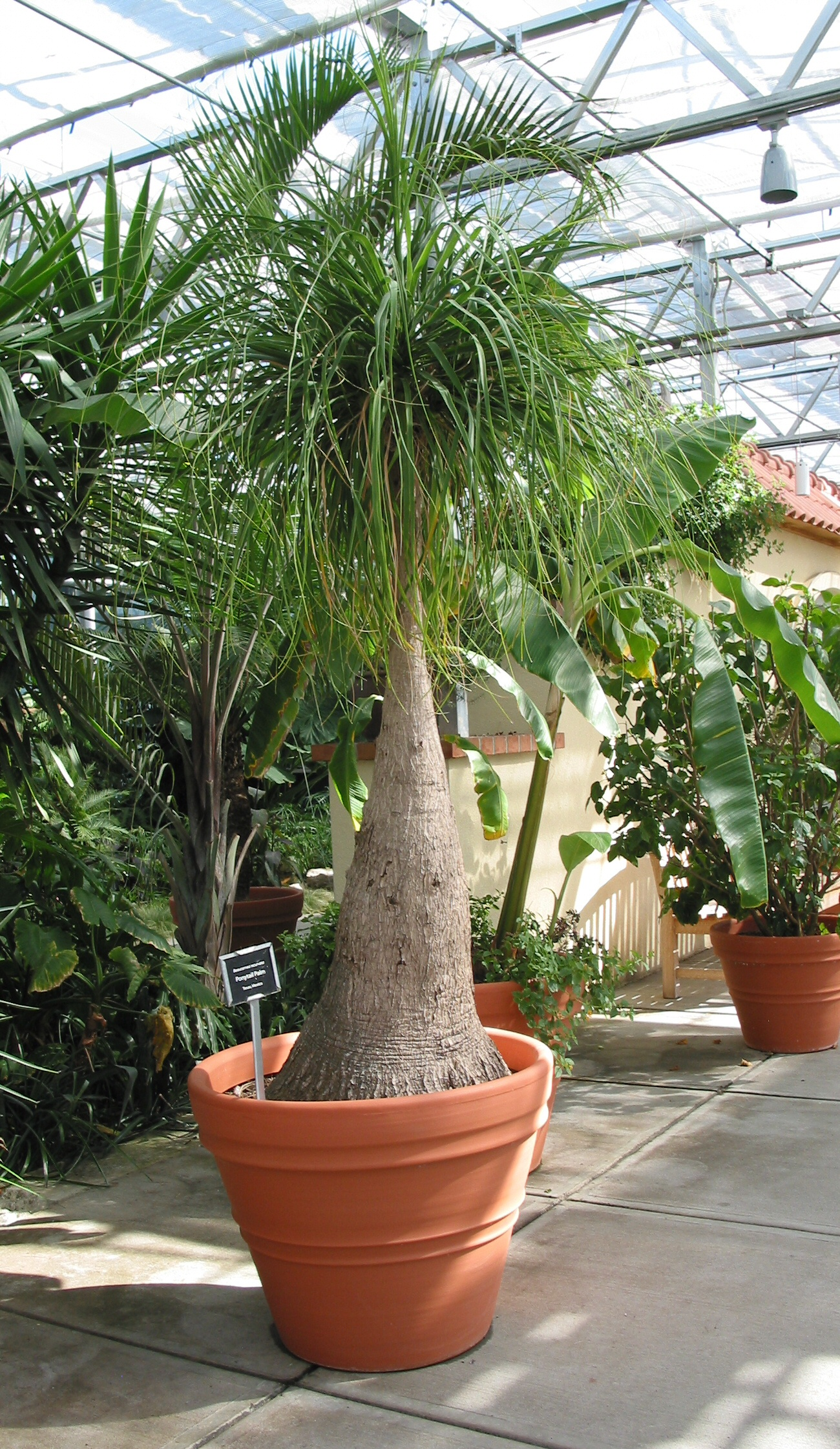
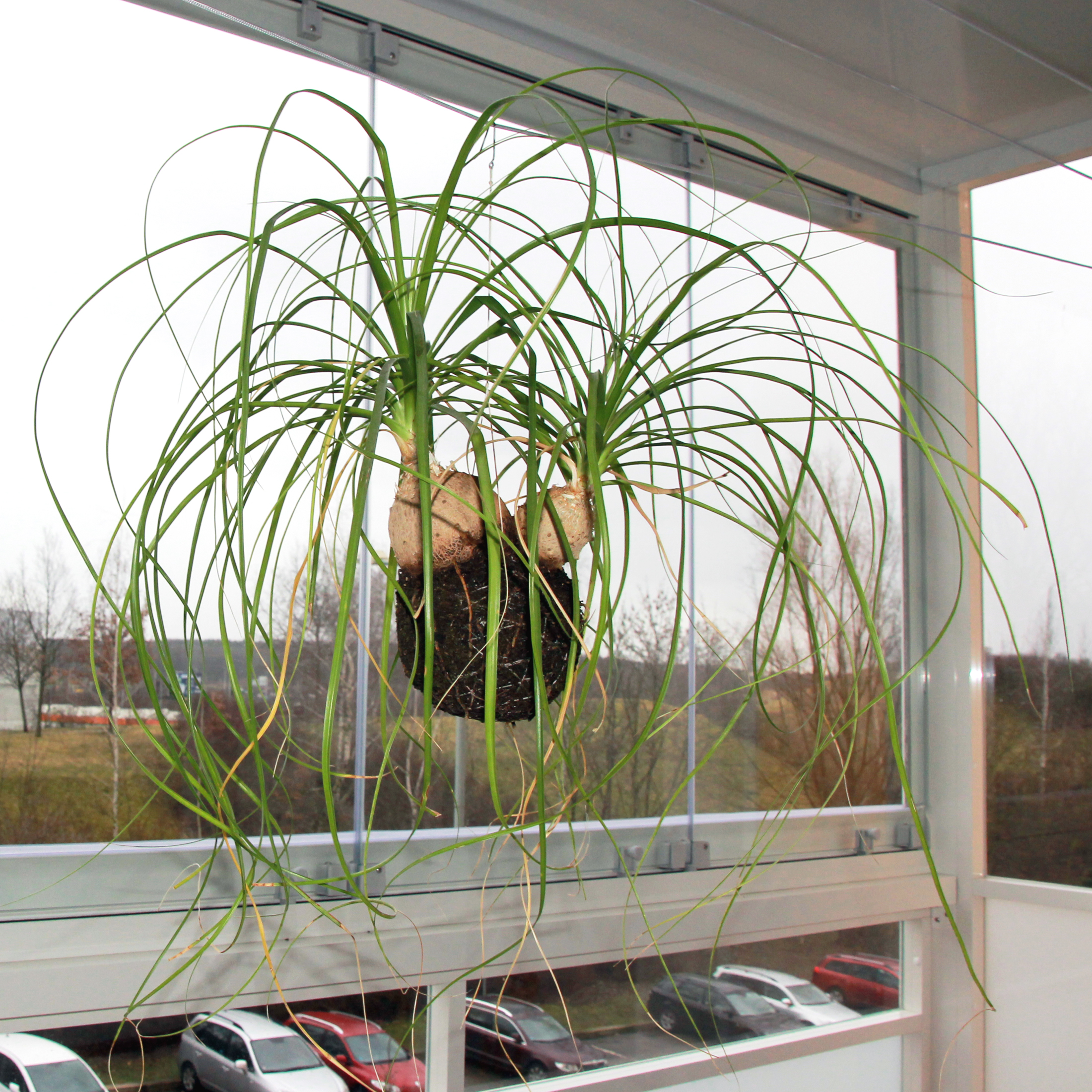